# Scottish State Coach

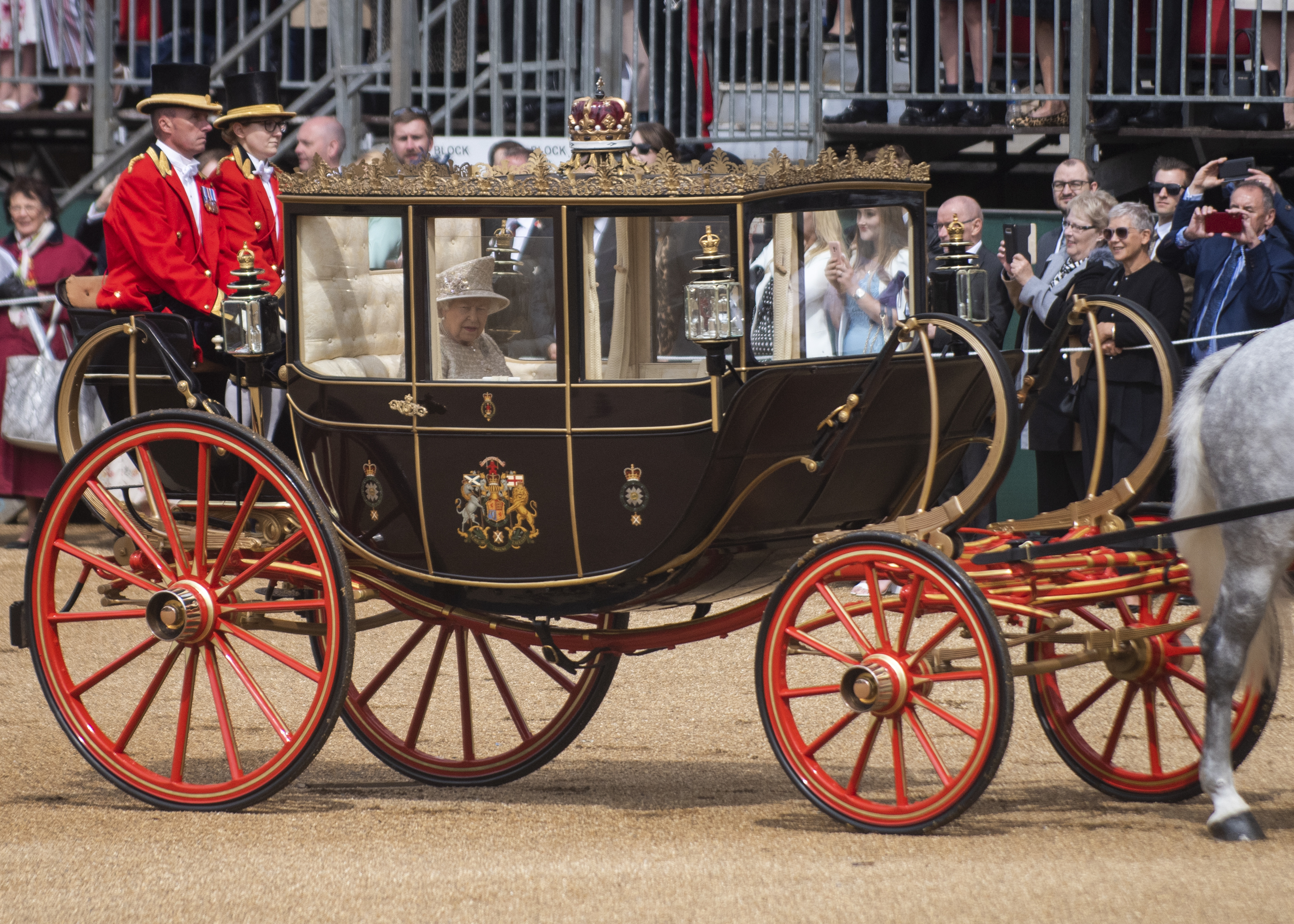
Elisabetta II sulla carrozza reale durante il Trooping del 2019.

La Scottish State Coach è una delle carrozze reali della famiglia reale britannica.

## Storia

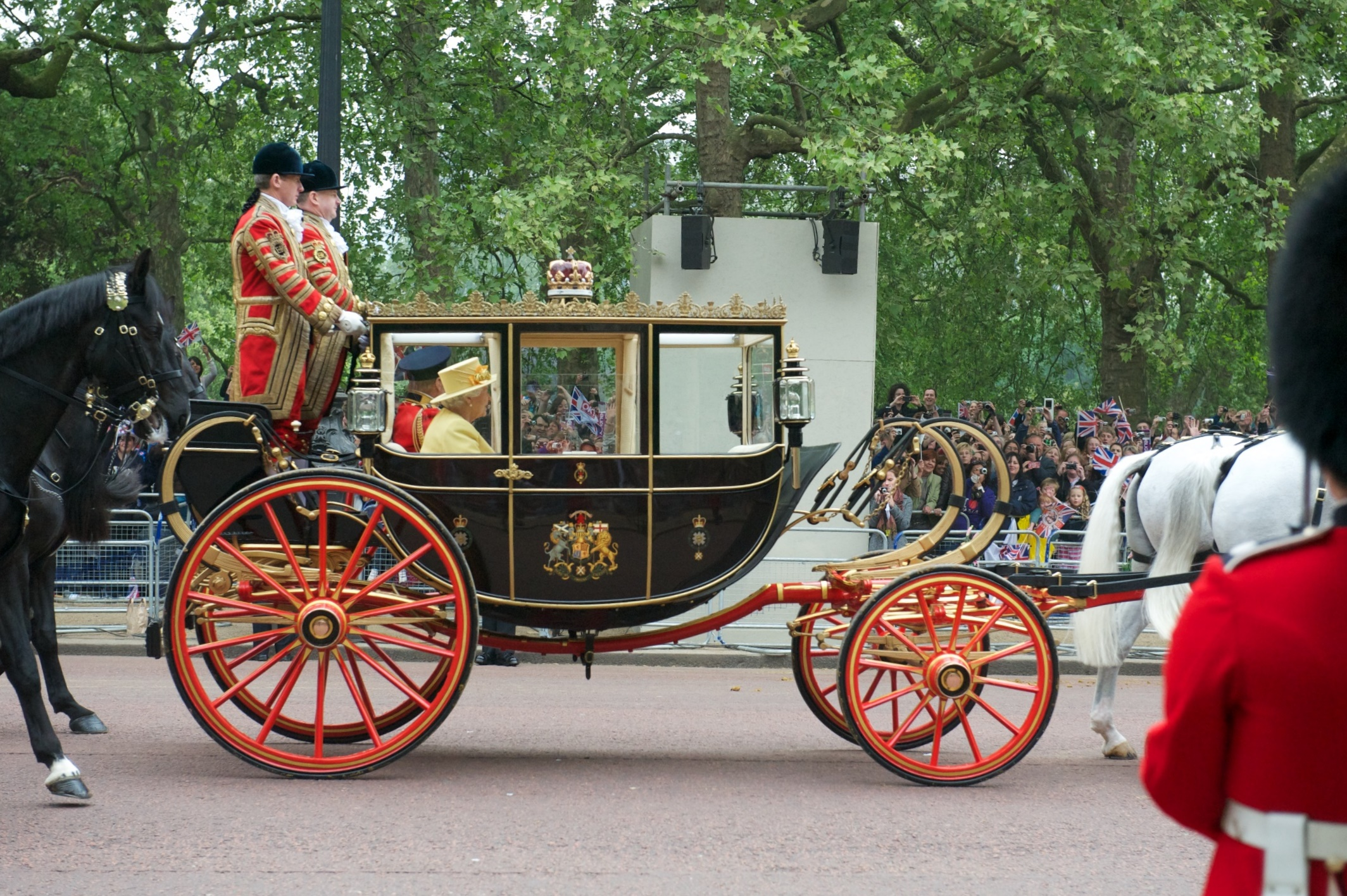
Elisabetta e Filippo sulla Scottish durante le nozze di William e Kate.

La Scottish State Coach fu costruita nel 1830 per il principe Adolfo di Hannover, duca di Cambridge, nonché settimo figlio maschio di Giorgio III e della regina Carlotta. La famiglia del duca usò la carrozza per molti anni finché non la vendette a William Keppel, VII Conte di Albemarle, che trasformò il veicolo in un semi-landau. Nel 1920, i Keppel restituirono la Scottish alla famiglia reale, presentandola come dono alla regina Mary, la quale era nipote di Adolfo, duca di Cambridge e moglie di re Giorgio V. Tra il 1968 ed il 1969, la carrozza fu ampiamente ristrutturata e riportata al suo stato originale, ovvero una carrozza chiusa. Furono aggiunte grandi finestre in vetro e pannelli trasparenti sul tetto, così come lo stemma reale, le insegne dell'Ordine del Cardo ed un modello della Corona di Scozia in cima al tetto. Tutti tali simboli scozzesi rimandano al nome "Scottish", scozzese. La carrozza fu utilizzata per la prima volta da Elisabetta II in occasione dell'apertura dell'Assemblea generale della Chiesa di Scozia, nel 1969. In occasione del Giubileo d'argento della regina Elisabetta, la Scottish State Coach trasportò la regina Elisabetta, la Regina madre ed i principi Andrea ed Edoardo da Buckingham Palace alla Cattedrale di St. Paul. La carrozza venne utilizzata nuovamente dalla Regina Madre nel 1979 durante la sua nomina come Lord Warden dei Cinque Porti a Dover .

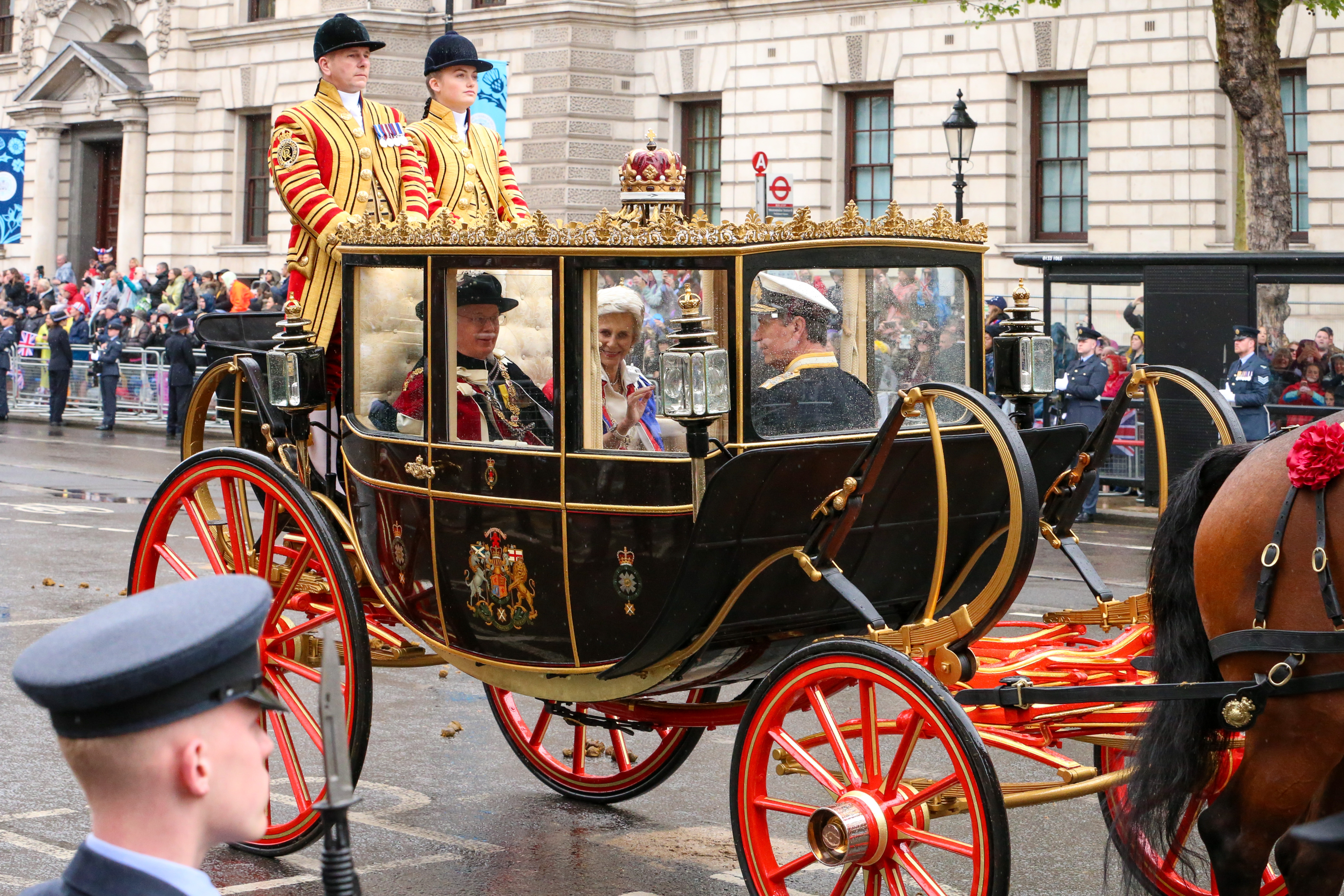
La Scottish durante le processioni per l'incoronazione di re Carlo III.

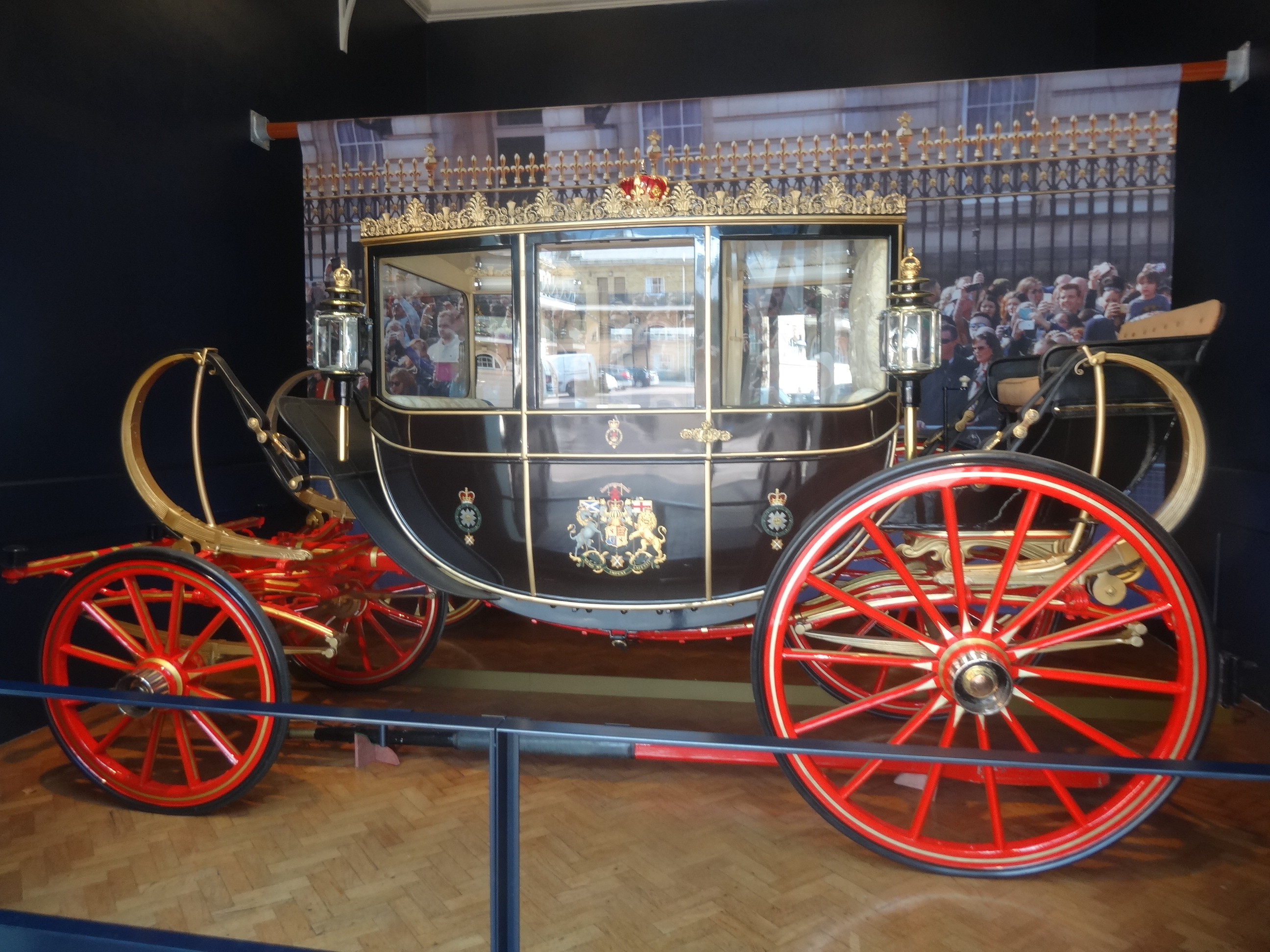
La carrozza reale al Royal Mews.

Per le celebrazioni del sessantesimo compleanno di Elisabetta II, la sovrana ed il Duca di Edimburgo utilizzarono la carrozza a Windsor. La Scottish venne nuovamente messa in opera nel 1994 per il servizio dell'Ordine del Cardo a Edimburgo e poi nuovamente come carrozza di riserva per la visita di stato dei sovrani Harald V e Sonja di Norvegia, presso Holyrood Palace, il giorno seguente. La vettura reale fu utilizzata in occasione delle nozze del principe William e Catherine Middleton nel 2011, per trasportare Elisabetta II ed il Principe Filippo dall'Abbazia di Westminster a Buckingham Palace. La Scottish venne utilizzata nel 2018 per il matrimonio della principessa Eugenia di York e Jack Brooksbank: gli sposi vennero salirono sulla carrozza per raggiungere, dalla Cappella di San Giorgio, il Castello di Windsor. Venne utilizzata durante i Trooping the Colour del 2019, da Elisabetta II, e del 2024, da Carlo III e dalla regina Camilla. Venne utilizzata durante l'incoronazione di Carlo III, per trasportare il Duca, la Duchessa di Gloucester e Timothy Laurence, marito della principessa Anna, dall'Abbazia a Palazzo . La carrozza è solitamente conservata presso le Royal Mews, a Londra, dove può essere vista dal pubblico. Ci sono state richieste per esporre la carrozza reale in modo permanente in Scozia .